# Maladera baluchestanica
Maladera baluchestanica är en skalbaggsart som beskrevs av Rudolph Petrovitz 1971. Maladera baluchestanica ingår i släktet Maladera och familjen Melolonthidae. Inga underarter finns listade i Catalogue of Life.